# Pelagi Patrici
Pelagi Patrici (Patricius, Πατρίκιος) fou un escriptor grec que suposadament hauria començat l'Homero-Centra, o Homero-Centrones,  ̔Ομηρόκεντρα ἃ καὶ Κέντρωνες compost finalment per l'emperadriu Eudòxia Augusta, però l'hauria deixat sense acabar. El nom Patrici seria més aviat un títol.
Jordi Cedrè adscriu aquesta obra a Pelagi Patrici o Pelagi el Patrici (Πελάγιον τὸν Πατρίκιον), que hauria estat executat per orde de l'emperador Zenó. Zonaràs diu que fou escrita per Pelagi Patrici o el Patrici i que Eudòxia Augusta la va acabar a la seva mort. Eudòxia va morir vers el 460 o 461 i, per tant, Pelagi hauria de ser un personatge diferent del Patrici executat per orde de Zenó (que no fou emperador fins al 474). La part escrita per Patrici només tindria 203 línies i en canvi la part d'Eudòxia està formada per 650 versos i és molt més extensa. L'obra, de contingut cristià, parla de la història de Jesucrist i fa referència al Credo de Nicea. Algunes referències donen com a autor a Patrici Sacerdot (Patricius Sacerdos) i diuen que va ser arranjada i corregida per Eudòxia Augusta.
Probablement Patrici fou contemporani d'Eudòxia i va sobreviure a l'emperadriu fins que fou executat per orde de Zenó. Patrici hauria compost l'obra i no l'hauria deixat sense acabar sinó que l'hauria concebut en forma més reduïda, però Eudòxia, l'hauria corregida i ampliada amb les seves pròpies idees.